# ADO.NET
ADO.NET은 프로그래머들이 데이터와 데이터 서비스에 접근할 수 있는 컴퓨터 소프트웨어 구성 요소의 집합이다. 마이크로소프트 닷넷 프레임워크에 포함되어 있는 기본 클래스 라이브러리의 일부이다. 일반적으로 프로그래머들이 관계형 데이터베이스 시스템에 저장되어 있는 데이터에 접근하거나 수정할 때 사용한다. 그러나 비관계형 데이터에 접근할 때도 사용할 수 있다. ADO.NET은 액티브엑스 데이터 오브젝트(ADO) 기술의 혁명이라는 의견과 완전히 새로운 프로젝트라는 의견이 있다.

## 엔티티 프레임워크
ADO.NET 엔티티 프레임워크는 마이크로소프트 닷넷 프레임워크용 데이터 접근 API 집합이다. 이 기능은 JPA(자바 퍼시스턴스 API)와 비슷하다.

## 서드 파티 제공자
- Connector/Net
- DataDirect Connect for ADO.NET
- DB2 .NET
- dotConnect
- Empress ADO.Net Data Provider
- Npgsql
- Oracle Data Provider for .NET (ODP.NET)
- VistaDB
- EffiProz 보관됨 2010-08-28 - 웨이백 머신
- RDM Server
- System.Data.SQLite

## 같이 보기
데이터 접근 기술 및 추가 방식
- RDMBS
- 액티브엑스 데이터 오브젝트
- ODBC
- OLE DB
- XML

O/R 매핑
- 오브젝트 관계 매핑
- ADO.NET 엔티티 프레임워크

데이터 접근 및 동기화
- ADO.NET 데이터 서비스
- 마이크로소프트 싱크 프레임워크